# 斯坎德培博物館
斯坎德培博物館位於克魯亞城堡和克魯亞的市集之內，名稱取自於阿爾巴尼亞的民族英雄斯坎德培。城堡的建築包括從奧斯曼帝國時代保留至今的房屋，現在克魯亞城堡亦成為保存斯坎德培文物的地方。
斯坎德培博物館的克魯亞城堡是一座歷史悠久的城堡。在1450年，1466年和1467年，奧斯曼帝國軍隊一共攻擊了三次，但未能成功奪取克魯亞城堡一帶領土。這個堅硬的堡壘，幫助了斯坎德培保衛阿爾巴尼亞免於被奧斯曼帝國入侵，歷時二十多年。

## 展品
斯坎德培博物館包含可追溯到斯坎德培時代的物品。這些展品已經按照編年史和軍事專長進行排列。繪畫、裝甲和其他斯坎德培的物品可追溯到他的時代的文物亦在此展出，展現了阿爾巴尼亞民族歷史上最驕傲的時期之一。一個有趣的展示是斯坎德培英雄著名的山羊頭盔的複製品，其原件在维也纳艺术史博物馆。紀念館由Pirro Vaso和Pranvera Hoxha設計。

## 圖集

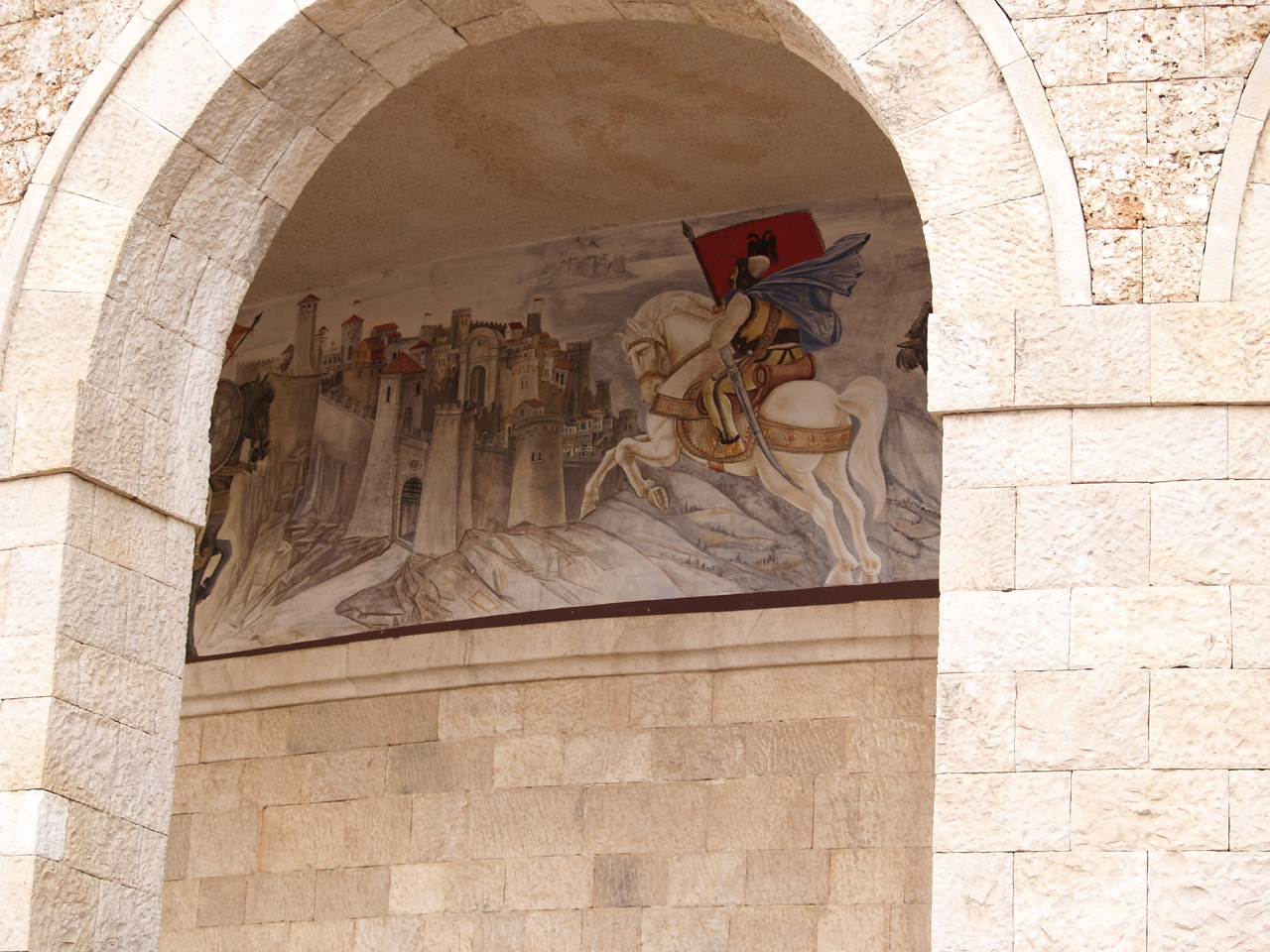
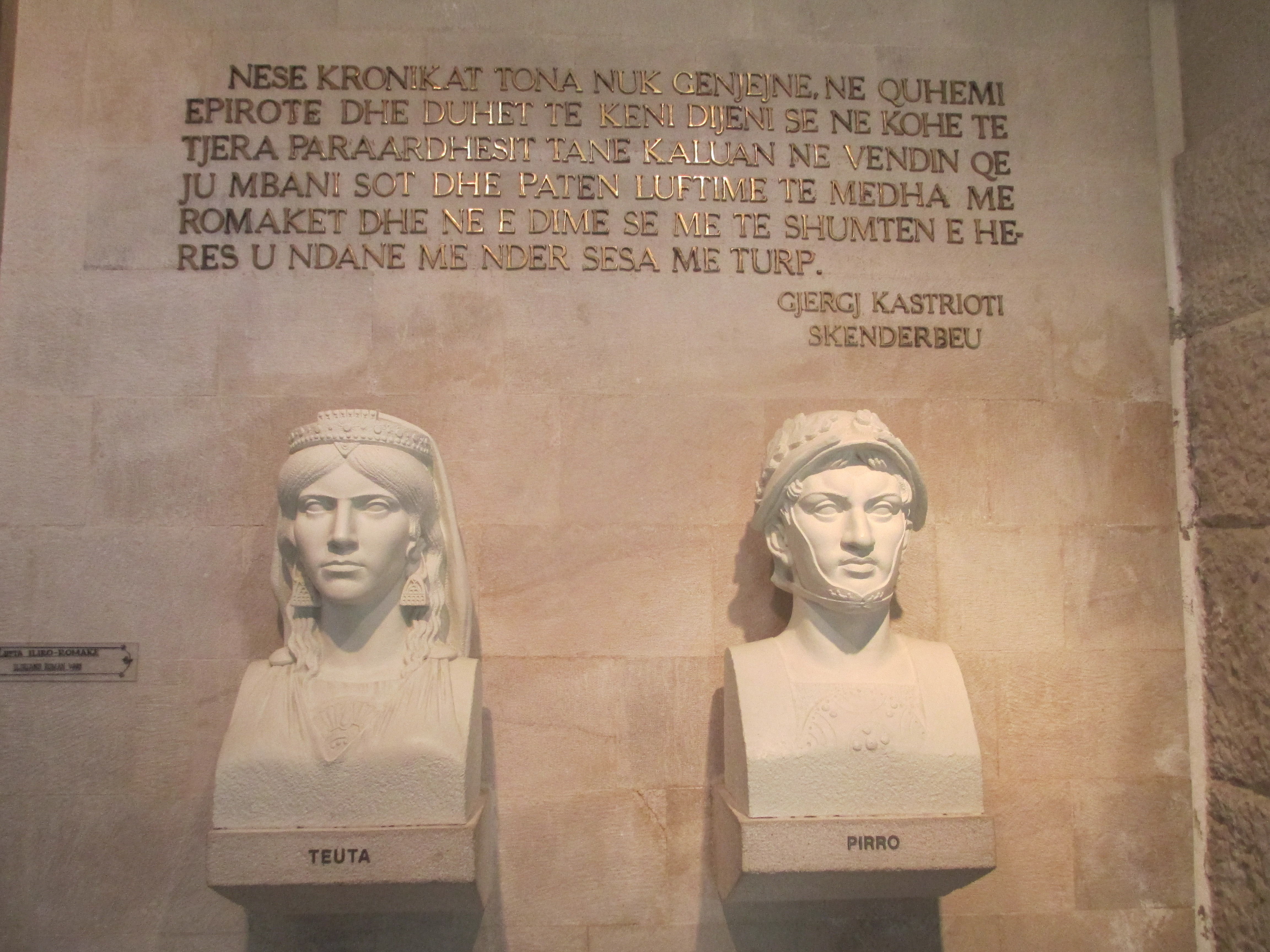
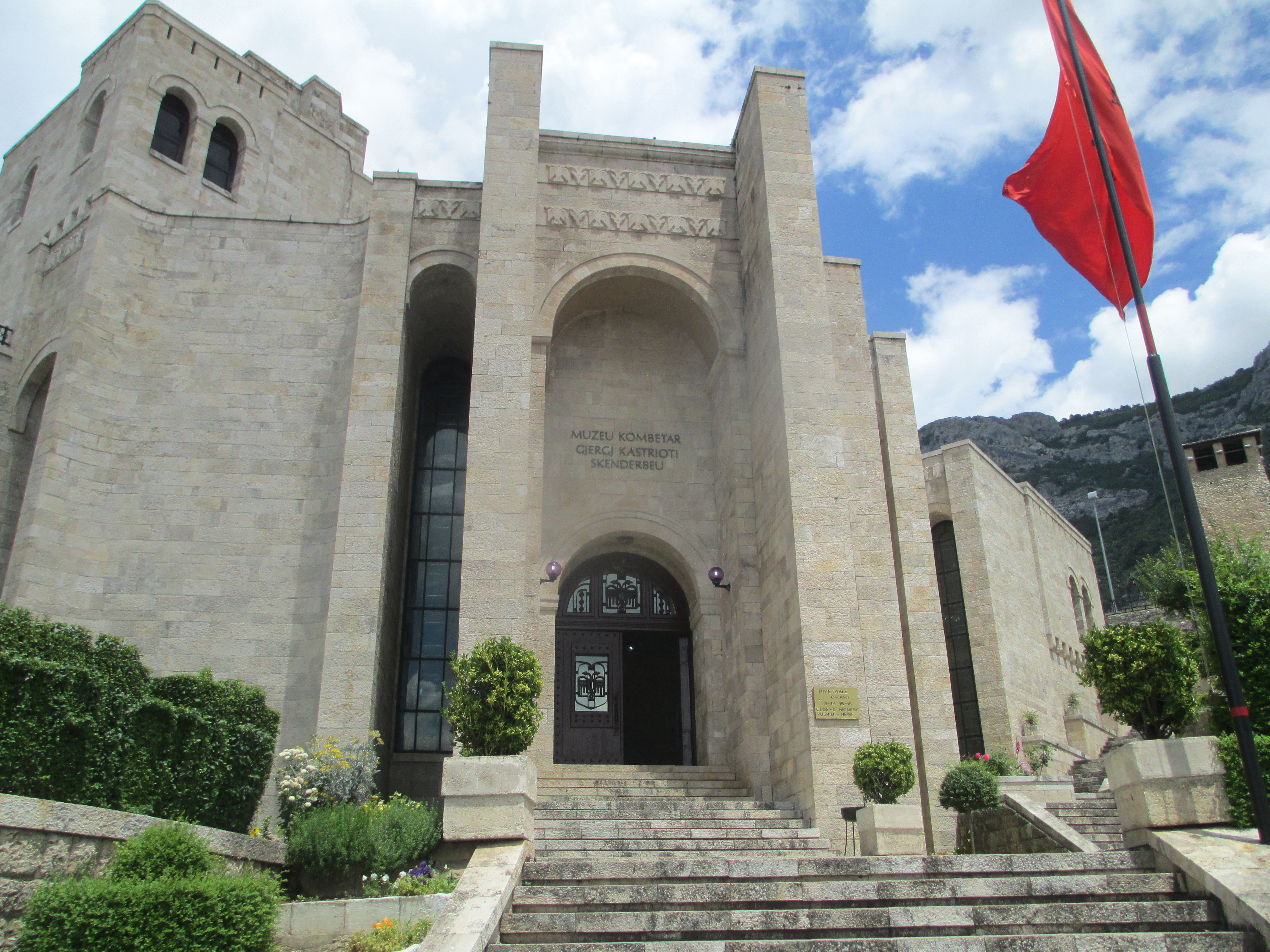
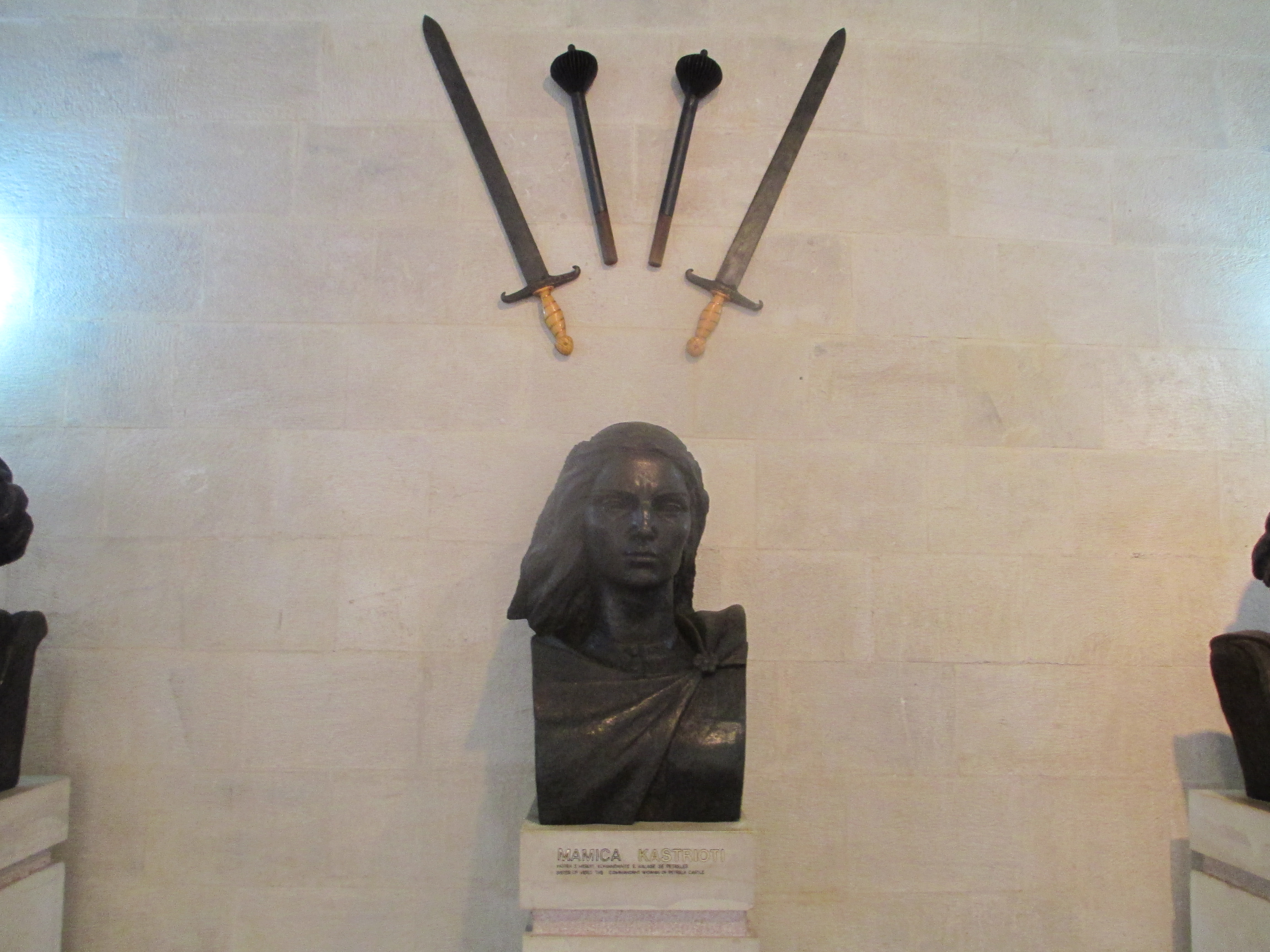
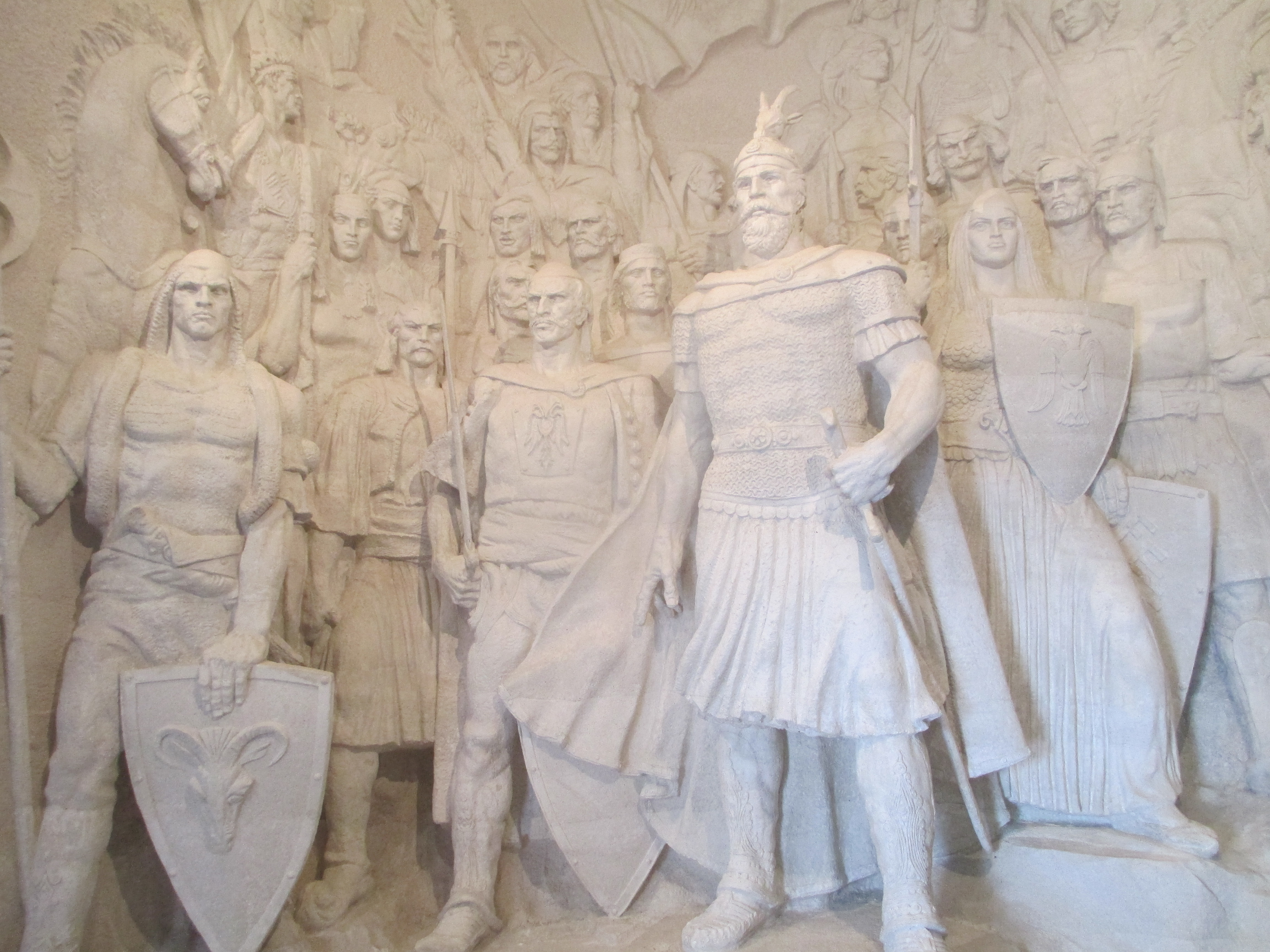
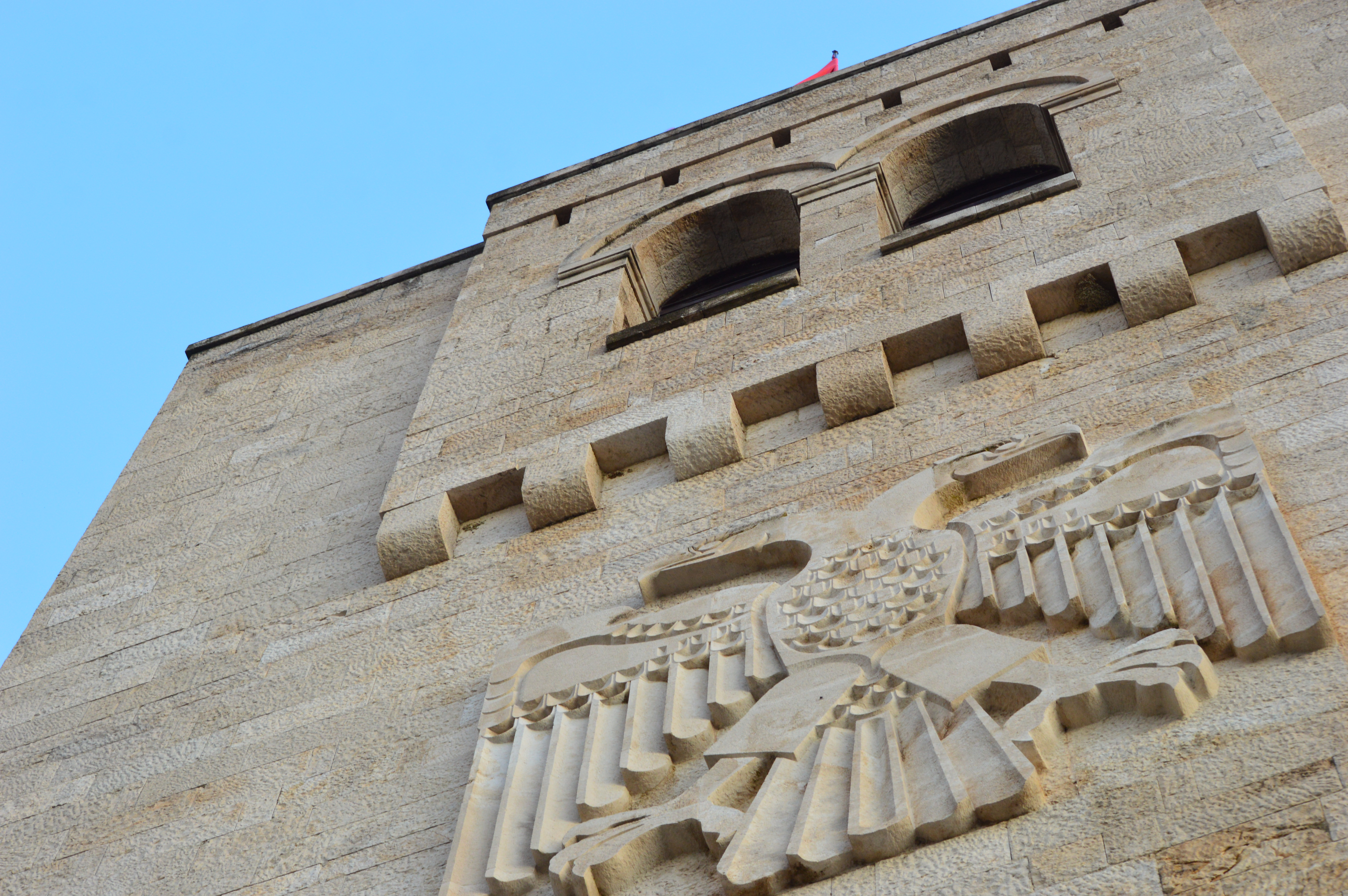

## 外部連結
- Official Website
- Internal photograph （页面存档备份，存于）, 2006.